# Iwanowka (Tatarstan, Sarmanowski)
Iwanowka (russisch Ивановка) ist eine Derewnja (Dorf) in der russischen Republik Tatarstan. Der Ort gehört zur Landgemeinde Nowoimjanskoje selskoje posselenije im Sarmanowski rajon. Er hat sechs Einwohner (Stand 2010).

## Geographie
Iwanowka befindet sich 19 Kilometer südlich vom Rajonzentrum Sarmanowo. Der Gemeindesitz Kutemeli liegt vier Kilometer nordwestlich. Die nächste Bahnstation ist Almetjewskaja in der Siedlung der Station Kaleikino an der Strecke von Bugulma nach Agrys 33 Kilometer südöstlich.